# Друга збірна Північної Ірландії з футболу
Друга збірна Північної Ірландії з футболу (англ. Northern Ireland B national football team) — друга національна команда Північної Ірландії, гравці якої вважаються кандидатами в основну збірну.

## Історія
Команда Північної Ірландії Б дебютувала в 1957 році, граючи проти команди Румунії Б. 23 жовтня 1957 року хет-трик Деріка Дугана та подальші голи Семмі МакРой, Семмі Чапман і Джекі Скотт приніс збірній найбільшу перемогу в історії.
Останній матч Другої збірної Північної Ірландії з футболу відбувся в травні 2009 року проти команди Шотландії Б.